# Cerner Corporation
Die Cerner Corporation ist ein US-amerikanisches Unternehmen aus North Kansas City, Missouri. Es wurde 1979 gegründet und entwickelt Informationstechnik für den Bereich Gesundheitswesen. Das weltweit tätige Unternehmen beschäftigt rund 27.000 Mitarbeiter (Stand Januar 2018). Cerner wurde 2010 in den Aktienindex S&P 500 aufgenommen und 2022 von Oracle übernommen.

## Geschichte
Gegründet wurde Cerner im Jahr 1979 als PGI & Associates durch die drei Arbeitskollegen Neal Patterson, Paul Gorup und Cliff Illig, die damals Arthur Andersen verließen, um ein eigenes Unternehmen zu gründen. 1982 brachte man mit PathNet® das erste Produkt heraus, das zum ersten Mal am St. John Medical Center in Tulsa, Oklahoma eingesetzt wurde. Wenige Jahre später konnte sich Cerner insgesamt 1,5 Millionen Dollar Risikokapital von der First Chicago Capital Corporation sichern und so die Unternehmensentwicklung vorantreiben.
1986 erfolgte der Börsengang von Cerner, bei einem erwirtschafteten Umsatz von gerade 17 Millionen Dollar. Bereits 1992 erreicht der Umsatz die Marke von 100 Millionen Dollar und steigt bis 2005 auf mehr als eine Milliarde Dollar an.
2006 eröffnete am Hauptsitz in North Kansas City die Cerner Healthe Clinic und im folgenden Jahr ein neues Data Center. Außerdem wurden Verträge mit neuen Klienten in Spanien und Ägypten geschlossen. Noch im selben Jahr übernahm man die Etreby Computer Company.
2009 gründete Cerner in Zusammenarbeit mit der University of Missouri das Tiger Institute for Health Innovation und übernahm mit IMC Health Care ein weiteres Unternehmen.
Im Februar 2015 übernahm Cerner von der Siemens AG den Bereich Health Services für 1,3 Milliarden US-Dollar.
Brent Shafer übernahm ab 1. Februar 2018 die Leitung der Cerner Corporation als CEO und Vorstandsvorsitzender. Er folgte damit auf Firmenmitbegründer Cliff Illig, der den Posten nach dem Tod von Neal Patterson seit Juli 2017 kommissarisch übernommen hatte.
Oracle und Cerner kündigten im Dezember 2021 eine Übernahme von Cerner durch Oracle für 28,3 Milliarden US-Dollar an, die im Juni 2022 abgeschlossen wurde.

## Produkte und Lösungen
Cerner bietet unter anderem ein Patientendatenmanagementsystem, ein Abrechnungssystem, verschiedene Workflow-Management-Systeme, eine Elektronische Gesundheitsakte, ein Labor-Informations- und Management-System und ein Krankenhausinformationssystem an. Außerdem werden verschiedene Lösungen für die Vernetzung von Geräten und Systemen angeboten. Die angebotenen Lösungen richten sich an Gesundheitseinrichtungen, Patienten und Kostenträger.

## Standorte
Die Cerner Corporation unterhält Standorte weltweit. In Deutschland ist die Cerner Deutschland GmbH mit Hauptsitz in Idstein bei Frankfurt am Main präsent. Die größten Tochterunternehmen sind Cerner Megasource, Inc., Cerner Corporation Pty., Ltd. (Australien), Cerner Deutschland GmbH (Deutschland), Cerner Arabia Co. Ltd. (Saudi-Arabien) und Cerner Limited (Vereinigtes Königreich).